# Zaus unisetosus
Zaus unisetosus är en kräftdjursart som beskrevs av Ito 1974. Zaus unisetosus ingår i släktet Zaus och familjen Harpacticidae. Inga underarter finns listade i Catalogue of Life.